# 菅野嘉則
菅野 嘉則（すがの よしのり）は、日本のディレクター、プロデューサー、実業家。株式会社幻生社代表取締役、白鷗大学経営学部教授。

## 概要
静岡県清水市（現・静岡市清水区）生まれ。静岡県立清水東高等学校理数科、早稲田大学政治経済学部政治学科を卒業後、日本テレビ放送網入社。番組ディレクターを経て、編成部とCG部を兼務しコンピュータグラフィックス（CG）アニメーションの企画・演出・プロデュースを行う。1995年からスタジオジブリで、CG室長を務めた。2009年より白鷗大学で教鞭をとっている。

## 来歴
1992年に国内初となるフルCG番組『ネオハイパーキッズ』を制作して以来、日本のCG業界でリーダーシップを発揮したひとり。
映画『平成狸合戦ぽんぽこ』から宮崎駿・高畑勲が主宰するスタジオジブリに参加（日本テレビから出向）し、『もののけ姫』ではCGディレクターとして、手描きアニメーションの世界にデジタル表現を導入した。
1998年に日本テレビに復職後、CGアニメーションの量産に努め、子供向けのアニメシリーズ『リリパット王国（主演：モーニング娘。）』や長編アニメ『海のオーロラ』を制作するなど、CGアニメの企画開発に取り組んだ。
同時期に米国では手描きアニメ産業が衰退しCGアニメが主流になりつつあったが、日本のテレビ局はCGアニメへの投資に消極的で、CG部門は天気などのデータ表示に特化したため、2005年にCGアニメーションの企画・制作を行う幻生社を設立。菅野の独立に伴い、社内でキャラクターアニメーション制作に携わっていたスタッフの多くも日本テレビを離れた。
日本テレビ入社時の配属は社会情報局特別制作室で、担当番組は『追跡』だった。
早朝の情報番組『ジパングあさ6』で占いコーナーを担当。それ以降、各局の情報番組で朝の占いコーナーが定番になった。ニュース番組『NEWS ZERO』内で初めての法廷の再現CGを企画・制作し、各局の報道番組がそれを真似て法廷内をCGで描くようになった。
パネルディスカッション等で、「CGがドラマやアニメにとってイノベーションだった時期は去った」と話しており、幻生社設立後は企画内容に変化が見られる。

## 作品
- アニメシリーズ「ネオ・ハイパー・キッズ（いわさきちひろの人魚姫、あかいふうせん、好色五人女など）」1992年
- CHAGE and ASKAコンサートツアー映像、1993年
- アニメ「平成狸合戦ぽんぽこ」1993年
- アニメ「耳をすませば」1994年
- アニメ「もののけ姫」1995年
- アニメ「海のオーロラ」1998年
- アニメシリーズ「リリパット王国」2002年
- ドラマ「野ブタ。をプロデュース」タイトル、2005年
- バラエティ「ガリレオの遺伝子」2007年
- ニュースアニメ、2008年
- ブライダルアニメ、2010年
- アニメシリーズ「みいつけた！」2010年～

## 論文
- 民放技術報告会「モーションキャプチャー」1992年
- 民放技術報告会「分散レンダリング」1993年
- バーチャルリアリティ学会「アニメの幻想する原始自然」1998年
- 画像電子学会「TVと映画のためのCG」1998年
- 米国コンピューターグラフィックス学会（SIGGRAPH）「Manga and Non-PhotoRealistic Rendering」1999年
- 日本機械学会「アニメ制作におけるメディア技術」1999年
- 映像メディア学会「The Art and Technology of "The Aurora”」2000年[4]

## 訳書
- 「アニメーション教科書～アニメーターのための演技術～」ボーンデジタル、2006年